# Middletown (Dauphin County, Pennsylvania)
|  | Dieser Artikel wurde aufgrund von inhaltlichen Mängeln auf der Qualitätssicherungsseite des Projektes USA eingetragen. Hilf mit, die Qualität dieses Artikels auf ein akzeptables Niveau zu bringen, und beteilige dich an der Diskussion! Eine nähere Beschreibung der zu behebenden Mängel fehlt. |

Middletown ist eine Stadt im Dauphin County, im US-Bundesstaat Pennsylvania. Sie liegt an der Mündung des Swatara Creeks in den Susquehanna River, 15 Kilometer südöstlich von Harrisburg. Das U.S. Census Bureau hat bei der Volkszählung 2020 eine Einwohnerzahl von 9.533 ermittelt.

## Geschichte
Middletown wurde 1755 gegründet und wurde als Stadt 1828 enthalten. 1900 lebten 5608 Leute hier; 1910 5374 und 1940, 7046.
Middletown, die älteste Stadt im Dauphin County, wurde 30 Jahre vor Harrisburg gegründet und sieben Jahre vor Hummelstown. Wegen seiner Position für Handel, auf dem Landweg und durch Wasser, wuchs die Stadt schnell für mindestens ein Jahrhundert und eine Hälfte. Vor 1729 war dieser Bereich ein Teil der Chester County, Pennsylvania. 1729 wurde Lancaster County und am 4. März 1785 Dauphin County gebildet. Middletown war eine "Pfosten-Stadt" und so wegen ihrer Position am Mittelweges zwischen Lancaster und Carlisle, entlang der alten Stadium Reisebus-Straße.
Deutsche Immigranten fingen im 18. Jahrhundert an aus der Pfalz und dem Schwarzwald in die Stadt umzuziehen. Der deutsche Einfluss ist hie und da noch spürbar, so heißt die örtliche lutherische Kirche auch heute noch St. Peter's Kierch, wobei Kierch das pennsylvaniadeutsche Wort für Kirche darstellt.
1979 ereignete sich im benachbarten Kernkraftwerk Three Mile Island ein Atomunfall, worauf viele Einwohner die Stadt zunächst fluchtartig verließen.

## Söhne und Töchter der Stadt
- George Kremer (1775–1854), Politiker
- James Donald Cameron (1833–1918), Kriegsminister der Vereinigten Staaten
- Bruce Metzger (1914–2007), Professor für Neutestamentliche Sprache und Literatur des Princeton Theological Seminary